# Hrizip
Hrizip iz Solija (grč.: Χρύσιππος ὁ Σολεύς, latinizirano: Chrysippos ho Soleus, oko 280 – oko 207. pr. Kr.) bio je starogrčki stoički filozof. Rođen je u Soliju u Ciliciji, ali se kao mladić preselio u Atenu, gdje je postao Kleantov učenik u stoičkoj školi. Kada je Klant oko 230. pr. Kr. umro, Hrizip ga je naslijedio kao treći po redu vođa te škole. Bio je poznat kao izuzetno plodan pisac, u je svojim radovima proširio temeljna učenja osnivača škole Zenona Kitijskoga. Zbog toga se smatra drugim ocem stoicizma i jednim od najzaslužnijih za to da je upravo stoicizam nekoliko stoljeća bio među najutjecajnijim filozofskim pokretima grčko-rimskoga svijeta.
Hrizip se uspješno bavio logikom, teorijom spoznaje, etikom i fizikom. Stvorio je izvorni sustav propozicijske logike kako bi bolje razumio djelovanje svemira i ulogu čovječanstva u njemu. Držao se determinističkog pogleda na sudbinu, ali je unatoč tome dopuštao osobnu slobodu u mislima i djelovanju. Smatrao je da ovisi o razumijevanju prirode svemira i podučavao je terapiju istrebljenja neposlušnih strasti koje tište i slamaju dušu. Potaknuo je uspjeh stoicizma kao jednoga od najutjecajnijih filozofskih pokreta tijekom idućih stoljeća u grčkome i rimskome svijetu.
Od njegovih pisanih djela, sačuvani su samo fragmenti. Nedavno su među papirusima u Herkulaneju otkriveni odlomci nekih njegovih djela.

## Život
Hrizip je bio feničkog podrijetla, sin Apolonija iz Tarsa, rođen u mjestu Soliju u Ciliciji. Bio je "u tijelu neugledan" i navodno je trenirao kao trkač na duge staze. Još kao mladić izgubio je značajnu naslijeđenu imovinu, koju mu je zaplijenila kraljevska riznica. Hrizip se preselio u Atenu, gdje je postao učenik Kleanta, koji je tada bio poglavar (sholarh) stoičke škole. Vjeruje se da je pohađao tečajeve Arkesilaja i njegovog nasljednika Likada u Platonovoj akademiji.
Hrizip se svom snagom bacio na proučavanje stoičkog sustava. Među suvremenicima uživao je veliki ugled kao učenjak. Istjecao se intelektualnom odvažnošću i samopouzdanjem, a njegovo oslanjanje na vlastite sposobnosti pokazalo se, između ostalog, u zahtjevu koji je navodno uputio Kleantu: "Daj mi principe i sam ću pronaći dokaze". Naslijedio je Kleanta na mjestu voditelja stoičke škole kad je Kleant umro oko 230. pr. Kr.
Hrizip je bio plodan pisac. Navodi se da je rijetko prošao dan a da nije napisao 500 redaka, a napisao je više od 705 djela. Njegova želja da bude sveobuhvatan značila je to da se zauzimao za obje strane argumenta, a njegovi protivnici optuživali su ga da svoje knjige puni citatima drugih. Smatrali su da mu je govor razliven i nejasan, a stil nepažljiv, ali njegove su sposobnosti bile visoko cijenjene i postao je istaknuti autoritet stoičke škole.
Umro je tijekom 143. olimpijskih igara (208. – 204. pr. Kr.) u 73. godini života. Diogen Laertije iznosi dva različita izvještaja o njegovoj smrti. Prema prvom izvještaju, Hrizipa je uhvatila vrtoglavica nakon što je na gozbi popio nerazrijeđeno vino i ubrzo je umro. Prema drugom izvještaju, gledao je magarca kako jede smokvu i povikao: "A sad dajte magarcu čistog vina da spere smokve" nakon čega je umro u naletu smijeha. Točan razlog zbog kojeg je umro nalazi se u jednom rukopisu i sada je sačuvan u odjeljku br. 1388. Nacionalnog rimskog muzeja. Njegov nećak Arostokreont podigao je kip njemu u čast u atenskoj četvrti Kerameiku. Hrizipa je na mjestu vođe stoičke škole naslijedio njegov učenik Zenon iz Tarsa.
Od Hrizipovih spisa nijedno nije sačuvano osim fragmenata citiranih u djelima kasnijih autora poput Cicerona, Seneke, Galena, Plutarha i drugih. Nedavno su među papirusima u Herkulaneju otkriveni segmenti iz Logičkih pitanja i O proviđenju. Među papirusima je možda još jedno Hrizipovo djelo.

## Filozofija
Hrizip se dugo i uspješno odupirao napadima Akademije i nadao se ne samo da će obraniti stoicizam od napada iz prošlosti, već i od svih mogućih napada u budućnosti. Uzeo je Zenonova i Kleantova učenja i iskristalizirao ih u ono što je postalo konačni sustav stoicizma. Razradio je stoička učenja o fizici i njihovu teoriju spoznaje, a stvorio je i velik dio stoičke formalne logike. Ukratko, Hrizip je stvorio ili dovršio stoički sustav kakav je predan potonjim naraštajima. Rečeno je: "Da nema Hrizipa, ne bi postojala ni Stoa".

## Logika
Hrizip je mnogo napisao na temu logike i stvorio sustav propozicijske logike. Aristotelova se logika pojma bavila međusobnim odnosima pojmova poput "Sokrat" ili "čovjek" ("svi su ljudi smrtni, Sokrat je čovjek, dakle Sokrat je smrtnik"). Stoička se logika s druge strane bavila međusobnim odnosima propozicija (tj. tvrdnji) poput "dan je" ("ako je dan, svjetlo je; dan je: dakle, svjetlost je"). Premda su raniji megarski dijalektičari, primjerice Diodor Kron i Filon radili na tom polju, a Aristotelovi učenici Teofrast i Eudem istraživali hipotetičke silogizme, upravo je Hrizip razvio ta načela u koherentni sustav propozicijske logike.

### Propozicije
Hrizip je propoziciju definirao kao "ono što se može poreći ili potvrditi onim po čemu je to po sebi" i dao primjere propozicija kao što su "dan je" i "Dion hoda". Razlikovao je jednostavne i nejednostavne propozicije, koje su u modernoj terminologiji poznate kao atomske i molekularne propozicije. Jednostavna propozicija elementarna je izjava kao što je "dan je". Jednostavne propozicije povezane su zajedno kako bi stvorile nejednostavne propozicije korištenjem logičkih veza. Hrizip je nabrojao pet vrsta molekularnih propozicija prema vezi koja se koristi da ih spoji:
| Logičke veze                   | Logičke veze                       |
| Vrsta                          | Primjer                            |
| ------------------------------ | ---------------------------------- |
| ako                            | ako je dan, svjetlo je             |
| i                              | dan je i svjetlo je                |
| ili ... ili                    | ili je dan ili je noć              |
| budući da                      | budući da je dan, svjetlo je       |
| više/manje vjerojatno ... nego | više vjerojatno je dan nego je noć |

Tako je Hrizip nabrojao nekoliko vrsta molekularnih propozicija za koje zna moderna logika, uključujući konjunkciju, disjunkciju i implikaciju, a Hrizip je pomno proučavao njihove kriterije istine.

### Uvjetne propozicije
Prvi logičari koji su raspravljali o uvjetnim izjavama bili su Diodor Kron i njegov učenik Filon. Pišući petsto godina kasnije, Sekst Empirik poziva se na raspravu između Diodora i Filona. Filon je sve kondicionale (uvjete) smatrao istinitima, osim onih koji su s ispravnim antecedentom imali netočan konzekvent, a to je značilo da je propozicija poput "ako je dan, onda govorim" istinita, osim ako nije dan i ne utihnem. Ali Diodor je tvrdio da je pravi uvjet onaj u kojem uvjetna klauzula nikada ne bi mogla dovesti do neistinitog zaključka – stoga, jer tvrdnja "ako je dan, onda govorim" može biti lažna, ona je nevaljana. Međutim, paradoksalne propozicije i dalje su bile moguće, kao što je: "ako atomski elementi stvari ne postoje, atomski elementi postoje". Hrizip je usvojio mnogo strože stajalište u vezi s uvjetnim propozicijama, što je takve paradokse onemogućilo: za njega uvjetna je propozicija istinita ako je poricanje konzekventa logički nespojivo s antecendentom. To odgovara modernoj strogoj implikaciji.

### Silogistika
Hrizip je razvio silogistiku, tj. sustav dedukcije u kojem je upotrijebio pet vrsta osnovnih argumenata ili oblika argumenata koje se nazivaju nedokazivim silogizmima, a koje su igrale ulogu aksioma, te četiri pravila zaključivanja, nazvana temama ('themata) pomoću kojih se složeni silogizmi mogu svesti na ove aksiome. Oblici pet nedokazivih silogizama bili su:
| Naziv                 | Naziv                 | Opis                                  | Primjer                                                     |
| --------------------- | --------------------- | ------------------------------------- | ----------------------------------------------------------- |
| Modus ponens          | Modus ponens          | Ako A, onda B. A. Dakle, B.           | Ako je dan, onda je svjetlo. Dan je. Dakle, svjetlo je.     |
| Modus tollens         | Modus tollens         | Ako A, onda B. Nije B. Dakle, nije A. | Ako je dan, onda je svjetlo. Nije svjetlo. Dakle, nije dan. |
| Modus ponendo tollens | I                     | Nije i A i B. A. Dakle, nije B.       | Nije i dan i noć. Dan je. Dakle, nije noć.                  |
| Modus ponendo tollens | II                    | Ili A ili B. A. Dakle, nije B.        | Ili je dan ili je noć. Dan je. Dakle, nije noć.             |
| Modus tollendo ponens | Modus tollendo ponens | Ili A ili B. Nije A. Dakle, B je.     | Ili je dan ili je noć. Nije dan. Dakle, noć je.             |

Od četiri pravila zaključivanja samo su dva sačuvana. Jedno, takozvana prva tema, bilo je pravilo antilogizma. Jedno, tzv. treća tema, bilo je pravilo po kojem su se lančani silogizmi mogli svesti na jednostavne silogizme. Svrha stoičke silogistike nije bila samo stvaranje formalnog sustava. Ona se shvaćala i kao proučavanje djelovanja razuma, božanskog razuma (logosa) koji upravlja svemirom, čiji su ljudi dio. Cilj je bio pronaći valjana pravila zaključivanja i oblike dokaza koji će ljudima pomoći da se snađu u životu.

### Druga proučavanja logike
Hrizip je analizirao govor i postupanje s imenima i pojmovima. Također je uložio mnogo truda u pobijanje grešaka i paradoksa. Prema Diogenu Laertiju, Hrizip je napisao dvanaest spisa od 23 knjige o paradoksu lažljivca, sedam spisa od 17 knjiga o sintaktičkoj dvoznačnosti i još devet djela od 26 knjiga o drugim logičkim zagonetkama. Sveukupno je 28 djela ili 66 knjiga posvećeno logičkim zagonetkama ili paradoksima. Hrizip je prvi stoik za kojeg je potvrđena treća od četiri stoičke kategorije, tj. kategorija "nekako sklon". U sačuvanim podacima, Hrizip se često koristi kategorijama supstancije (ὑποκείμενον) i kakvoće (ποιόν), ali slabo koristi druge dvije stoičke kategorije – nekako sklon (πὼς ἔχον) i nekako sklon u odnosu na nešto (πρός τί πως ἔχον). Nije jasno jesu li ove kategorije imale neki poseban značaj za Hrizipa, a sustavno učenje o kategorijama možda je djelo kasnijih stoika.

### Kasnija recepcija
Hrizip je slovio za jednoga od najistaknutijih logičara drevne Grčke. Kad je Klement Aleksandrijski htio spomenuti onoga koji je bio učitelj među logičarima, kao što je Homer bio učitelj među pjesnicima, izabrao je Hrizipa, a ne Aristotela. Diogen Laertije je napisao: "Bogovi, kad bi prihvatili dijalektiku, ne bi prihvatili nijedan drugi sustav osim Hrizipov". Hrizipov rad na logici kasnije je zanemaren i zaboravljen. Aristotelova je logika prevladala, dijelom zato što se na nju gledalo kao na praktičniju, a dijelom zato što su je preuzeli novoplatonisti. Još u 19. stoljeću na stoičku se logiku gledalo s prijezirom kao na jalovi formulativni sustav, koji je samo na Aristotelovu logiku primjenjivao novu terminologiju. Tek u 20. stoljeću s napretkom logike i suvremenim propozicijskim računom postalo je jasno da je stoička logika predstavljala značajno postignuće.

## Epistemologija
Za stoike, mudrac koji posjeduje ispravan razum može razlikovati istinu od pogreške. Hrizipova teorija znanja bila je empirijska. Osjetila prenose poruke iz vanjskog svijeta, a njihove se poruke ne kontroliraju upućivanjem na urođene ideje, već njihovom usporedbom s prethodnim porukama pohranjenim u umu. Zenon je dojmove osjetila definirao kao "dojam u duši", a Kleant je to doslovno protumačio usporedivši dojam u duši s otiskom koji pečat ostavlja na vosku. Hrizip je to radije smatrao prepravkom ili promjenom u duši; to jest, duša prima promjenu od svakog vanjskog predmeta koji na nju djeluje, baš kao što zrak prima bezbrojne udare kad mnogi ljudi odjednom govore.
Kad prima neki dojam, duša je čisto pasivna i dojam otkriva ne samo vlastito postojanje, već i svoj uzrok, baš kao što svjetlost prikazuje sebe i elemente koji se u njoj nalaze. Moć imenovanja predmeta počiva u razumijevanju. Prvo mora doći dojam, a razumijevanje, koje ima moć izricanja, izražava u govoru djelovanje koje je primilo od tog predmeta. Istinske predodžbe razlikuju lažnih korištenjem pamćenja, klasifikacijom i usporedbom. Ako su osjetilni organi i um zdravi i pod uvjetom da se vanjski objekt zaista može vidjeti ili čuti, predodžba, zbog svoje jasnoće i različitosti, ima moć iznuditi pristanak koji uvijek leži u našoj moći, naime da se pristanak da ili da se odrekne. U kontekstu u kojem se ljudi razumiju kao racionalna bića iz tih se pojmova razvija razum.

## Fizika
Hrizip je inzistirao na organskom jedinstvu svemira, kao i na korelaciji i međusobnoj ovisnosti svih njegovih dijelova. Rekao je da je svemir "duša i vodič samog sebe". Slijedeći Zenona, Hrizip je vatreni dah ili eter odredio kao temeljnu supstanciju svemira. Predmeti se sastoje od inertne bezoblične materije, a obavještena duša, "pneuma", daje oblik nediferenciranoj materiji. Pneuma prožima svu supstanciju i održava jedinstvo svemira i čini dušu ljudskog bića.
Osnovni elementi međusobno se mijenjaju postupkom kondenzacije i razrjeđivanja. Vatra se prvo učvrsti i prijeđe u zrak; zatim zrak u vodu; i na kraju, voda u zemlju. Proces rastvaranja odvija se obrnutim redoslijedom: zemlja se razrjeđuje u vodu, voda u zrak i zrak u vatru.
Hrizip je ljudsku dušu podijelio na osam sposobnosti: pet osjetila, moć reprodukcije, moć govora i "vladajući dio" koji se nalazi u prsima, a ne u glavi. Pojedine su duše propadljive, ali prema stajalištu koje potječe od Hrizipa, duše mudrih ljudi preživljavaju duže nakon njihove smrti. Međutim, nijedna pojedinačna duša ne može preživjeti izvan periodičnog požara, kada se svemir obnavlja.

### Sudbina
Za Hrizipa, sve se događa prema sudbini: ono što se čini slučajnim, uvijek ima neki skriveni uzrok. Jedinstvo svijeta sastoji se u lančanoj ovisnosti uzroka o uzroku. Ništa se ne može dogoditi bez dovoljnog razloga. Prema Hrizipu, svaka je tvrdnja istinita ili lažna, a to se mora odnositi i na buduće događaje:
Stoički pogled na sudbinu u potpunosti se temelji na pogledu na svemir u cjelini. Pojedinačne stvari i osobe promatraju se samo kao ovisni dijelovi ove cjeline. Sve je u svakom pogledu određeno ovim odnosom i prema tome podliježe općem poretku svijeta.
Ako su njegovi protivnici stavili primjedbu da, ako je sve određeno sudbinom, ne postoji individualna odgovornost, jer ono što je nekoć bilo unaprijed određeno mora se dogoditi, pa što bude, Hrizip je odgovorio da treba razlikovati jednostavnu i složenu predodređenost. Čovjek se može razboljeti po sudbini, bez obzira na sve, ali ako je oporavak osobe povezan sa savjetovanjem s liječnikom, savjetovanje s liječnikom je suđeno da se dogodi zajedno s oporavkom te osobe, a to postaje složena činjenica. O svim ljudskim postupcima, zapravo o našoj sudbini, odlučuje naš odnos prema stvarima, odnosno, kako je to rekao Hrizip, događaji se "događaju kombiniranom sudbinom" ili "suodređenjem":
Stoga su naša djelovanja unaprijed određena i povezana su uzročno-posljedično sa sveobuhvatnom mrežom sudbine, ali unatoč tome moralna odgovornost kako reagiramo na dojmove ostaje naša. Jedna moć koja sve određuje djeluje svugdje, u svakom određenom biću u skladu s njegovom prirodom, bilo u racionalnim ili iracionalnim stvorenjima ili u anorganskim predmetima. Svaka radnja događa se suradnjom uzroka, ovisno o prirodi stvari i karakteru onoga što djeluje. Naša bi djelovanja bile nedobrovoljna samo ako bi ih proizveli sami vanjski uzroci, bez ikakve suradnje naše volje s vanjskim uzrocima. Vrlina i porok postavljeni su kao stvari u našoj moći i za njih smo shodno tome odgovorni. Moralna odgovornost ovisi samo o slobodi volje, a ono što proizlazi iz naše volje jest naše, bez obzira je li nam je moguće postupati drugačije ili ne. Ova prilično suptilna pozicija koja pokušava uskladiti determinizam s ljudskom odgovornošću poznata je pod nazivom "meki determinizam" ili kompatibilizam.

### Proricanje
Hrizip je tvrdio da sudbina postoji i na temelju proricanja, za koju je smatrao da postoje dobri dokazi. Ne bi bilo moguće da proroci predviđaju budućnost ako je sama budućnost slučajna. Vjerovao je da su omeni i predznaci prirodni simptomi određenih pojava. Mora postojati bezbroj naznaka tijeka proviđenja, većinom neopaženih, budući da su ljudi spoznali značenje tek nekoliko znakova. Onima koji tvrde da je proricanje suvišno jer su svi događaji unaprijed određeni, odgovorio je da su u lanac uzročnosti uključeni i proricanje i naše ponašanje nakon što proricanjem primimo obavijest o onome što predstoji.

### Bog
Stoici su vjerovali da je svemir Bog, a Hrizip je tvrdio da je "sam svemir Bog i sveopći izljev njegove duše". To je vodeće načelo svemira, "koje djeluje u umu i razumu, zajedno s čitavom prirodom i cjelinom koja obuhvaća sve postojanje". Na temelju tih vjerovanja, fizičar i filozof Max Bernhard Weinstein klasificirao je Hrizipa kao panteista.
Hrizip je pokušao dokazati postojanje Boga koristeći se teleološkim argumentom:
Hrizip naizmjenično govori o Bogu i o bogovima. Tradicionalne bogove grčke religije promatrao je kao različite aspekte jedne stvarnosti. Ciceron nam kaže da je "nadalje tvrdio da je eter ono što ljudi nazivaju Zeusom, da je zrak koji prožima mora Posejdon, a da je zemlja ono što je poznato kao Demetra, te je u sličnom stilu tretirao imena ostalih bogova". Uz to, svemir postoji na korist sveopćeg Boga:

### Teodiceja
Kao odgovor na pitanje kako zlo može postojati u dobrom svemiru, Hrizip je odgovorio: "Zlo se ne može ukloniti niti je dobro da ga se treba ukloniti". Prvo, slijedeći Platona, tvrdio je da je nemoguće da dobro postoji bez zla, jer pravda se ne bi mogla spoznati bez nepravde, hrabrost bez kukavičluka, umjerenost bez neumjerenosti ili mudrost bez ludosti. Drugo, prividna zla postoje kao posljedica dobrote prirode, pa je tako bilo potrebno da ljudska lubanja bude sastavljena od malih i tankih kostiju iz korisnih razloga, ali ova superiorna korisnost značila je da je lubanja osjetljiva na udarce. Treće, zla se raspodjeljuju prema Zeusovoj racionalnoj volji, bilo radi kažnjavanja zlih ili zato što su važna za svjetski poredak u cjelini. Dakle, zlo je prikriveno dobro i u konačnici pogoduje najboljima. Hrizip je zlo usporedio s grubom šalom u komediji; jer, kao što šala, iako uvredljiva sama po sebi, poboljšava djelo u cjelini, "tako i vi možete kritizirati ono što se po sebi samim smatra zlom, ali i dopustiti da ono, uza sve ostalo, donosi i korist".

## Matematika
Hrizip je tijela, površinu, pravac, mjesto, prazninu i vrijeme smatrao beskonačno djeljivima. Odredio je jedno od glavnih obilježja beskonačnog skupa: pošto čovjek i prst imaju beskonačan broj dijelova kao i svemir i čovjek, ne može se reći da čovjek ima više dijelova od prsta, niti da svemir ima više dijelova od čovjeka.
Hrizip je odgovorio i na problem koji je prvi postavio Demokrit. Ako se stožac podijeli ravninom paralelnom njezinoj bazi, jesu li površine segmenata jednake ili nejednake? Ako su jednake, tada stožac postaje valjak; ako su nejednake, tada površina stošca mora biti stupnjevana. Hrizipov odgovor bio je da su površine i jednake i nejednake. Hrizip je zapravo negirao zakon isključenja trećeg s obzirom na jednako i nejednako, pa je stoga možda predvidio važan princip modernog infinitezimalnog računa: limes i proces konvergencije prema limesu.
Hrizip je značajan po tome što je tvrdio da "jedan" jest broj. Stari Grci nisu uvijek "jedan" smatrali brojem, budući da su na njega gledali kao na nešto čime se mjere stvari. Aristotel je u svojoj Metafizici napisao: "... mjera nisu stvari koje se mjere, već je mjera ili Jedno početak broja". Hrizip je ustvrdio da je "jedan" ima "veličinu jedan" (grčki: πλῆθος ἕν), iako to Grci nisu općenito prihvatili, a Jamblih je napisao da je "veličina jedan" pojmovna proturječnost u smislu.

## Etika
Hrizip je učio da etika ovisi o fizici. U svojim Fizičkim tezama izjavio je: "jer ne postoji drugi ili prikladniji način da se pristupi temi dobra i zla u vezi s vrlinom ili srećom osim na temelju prirode svih stvari i upravljanja svemirom". Cilj je života, rekao je Hrizip, živjeti u skladu s vlastitim iskustvom stvarnog tijeka prirode. Individualna priroda osobe dio je prirode cijelog svemira i stoga život treba živjeti u skladu s vlastitom ljudskom prirodom, kao i prirodom svemira. Ljudska je priroda etična, a čovječanstvo je slično božanskom, budući da proizlazi iz iskonske vatre ili etera, koji iako je materijalan, predstavlja tjelovljenje razuma; i ljudi bi se trebali ponašati u skladu s tim. Ljudi imaju slobodu, a ta se sloboda sastoji u emancipaciji od iracionalnih želja (požude, bogatstva, položaja u životu, dominacije itd.) i u podvrgavanju volje razumu. Hrizip je najveći naglasak stavio na vrijednost i dostojanstvo pojedinca i na snagu volje.
Stoici su između dobrog i lošeg priznali treću klasu stvari: indiferentne ili ravnodušne (adiaphora). Od moralno ravnodušnih stvari, najbolje su zdravlje, bogatstvo i čast, a najgore bolest i siromaštvo. Hrizip je prihvaćao da je normalno u svakodnevnoj upotrebi da se preferirane ravnodušne stvari nazivaju "dobrima", ali mudra osoba, rekao je Hrizip, takvim se stvarima koristi, ali ih ne zahtijeva. Praksa i navika su neophodne da bi se vrlina učinila savršenom kod pojedinca. Drugim riječima, postoji takva stvar kao što je moralni napredak i mora se raditi na izgradnji karaktera.

### O strastima
Stoici su se nastojali osloboditi neobuzdanih osjećaja, za koje su smatrali da su u suprotnosti s prirodom. Strasti ili afekti (pathe) uznemirujući su element ispravne prosudbe. U djelu O strastima (grč.: Περὶ παθῶν, 4 knjige), koje nije sačuvano u cijelosti, Hrizip je objašnjavao kako strasti proizlaze iz pogrešnog mišljenja o tome što je dobro a što je loše. Strast je kao bolest koja pritišće i slama dušu, pa ih je stoga nastojao ukloniti i postići "apatiju" (apatheia). Strasti, neposlušne razumu, Hrizip je usporedio s trkačem koji je izvan kontrole. Osoba obuzeta strašću odbacila je razum, a terapija je medicinsko umijeće potrebno za liječenje uma. Tretman koji je opisao Hrizip bio je uglavnom preventivan i pokazivao je teorijski da strasti nisu ni prirodne ni potrebne te kroz primjere i praksu da se um može uvježbati da takve strasti odbaci. U prvoj knjizi Hrizip raspravlja o definicijama strasti koje je postavio Zenon i analizira njezine različite vrste. U drugoj knjizi ispituje poteškoće svakodnevnog iskustva. Četvrta knjiga obrađuje terapiju strasti, iako i ona sadrži teoriju, koja rezimira neke postavke iz prve knjige. Sama teorija igra važnu ulogu u stoičkoj terapiji.